# Ausan

Der Krieg Sabas unter Karib’il Watar I. (um 685 v. Chr.) gegen Ausan (Gebiete mit konfiszierten Gütern des ausanischen Königs sind orange eingefärbt)

Ausan als Teilgebiet Qatabans im 1. Jahrhundert n. Chr.

Ausan (altsüdarabisch transl. ʾws1n, transkr. Aus1ān) war ein antikes Königreich im Jemen, das im 8. Jahrhundert v. Chr. und nochmals um Christi Geburt existierte.
Ausan ist das am wenigsten bekannte Reich in Südarabien. Es befand sich im südlichen Jemen, nordöstlich von Aden. Die Lage seiner Hauptstadt Miswar ist immer noch nicht gesichert. Um 700 v. Chr. eroberte das zuvor nicht erwähnte Ausan Qataban und den Westen von Hadramaut und beherrschte damit die Küstengebiete des Jemen. Dies ermöglichte vermutlich einen Seehandel, damals nahm offenbar die Hafenstadt Tafid die Stellung ein, die später Aden innehatte.
In der Regierungszeit des sabäischen Herrschers Karib’il Watar I. (vermutlich um 685 v. Chr.) kam es zum Konflikt mit dem aufstrebenden Saba, das von Qataban, Hadramaut und den Stadtstaaten Haram und Kaminahu unterstützt wurde. Nach mehreren Feldzügen der Sabäer wurde Ausan besiegt und erobert. Ausan und dessen Vasallenländer Kahad, Dahas und Tubanaw wurden dem Verbündeten Qataban zugeschlagen. Nachdem Qataban im 4. Jahrhundert v. Chr. seine Unabhängigkeit von Saba errungen hatte, erscheinen Ausan, Kahad, Dahas und Tubanaw in der qatabanischen Königstitulatur als Außengebiete Qatabans. Erst im 1. (?) Jahrhundert v. Chr. konnte sich das Reich Ausan gemeinsam mit anderen qatabanischen Gebieten wieder neu konstituieren, bevor es wohl von den Himyaren erobert wurde.

## Liste der Könige von Ausan
Diese Liste folgt Kenneth A. Kitchen.
- 'Amkarib, 8. Jahrhundert, Vater von Ḏkrʾl Lḥyn
- Ḏkrʾl Lḥyn, um 700, trug den Titel „Mukarrib“, Vater eines Muratta'
- Muratta' (oder Martaw), 7. Jahrhundert v. Chr., von Karib’il Watar I. besiegt
- Ma'ad'il, um Christi Geburt
- Yasuduq'il Far'a, 1. Jahrhundert n. Chr.
- Ma'ad'il Salhan, 1. Jahrhundert n. Chr.
- Yasuduq'il Far'a Scharah'at, 1. Jahrhundert n. Chr.
- 'Ammyitha' Ghailan Gaschmu